# Otmar Biebel
Otmar Biebel (* 1963) ist ein deutscher Physiker, Kosmologe und Hochschullehrer.

## Ausbildung
Biebel studierte Physik an der Rheinischen Friedrich-Wilhelms-Universität Bonn. Er schloss sein Studium 1989 mit dem Diplom ab. Seine Diplomarbeit beschäftigte sich mit der Simulation der Kalibrierung des Spurdetektors im OPAL-Experiment am Elektron-Positron-Beschleuniger Large Electron-Positron Collider des CERN. Sie hatte den Titel Kalibrations-Simulation: ein Kalibrations-Monte-Carlo-Programm für die OPAL-Jetkammer 1993 promovierte Biebel ebenfalls in Bonn mit einer Arbeit am gleichen Experiment mit dem Titel Untersuchungen zur Unabhängigkeit der starken Wechselwirkung von den Flavour-Quantenzahlen mit Bottom-, Charm-, Strange- und leichten Quarks.

## Beruf
1994 wechselte Biebel als wissenschaftlicher Assistent von Bonn an die Rheinisch-Westfälische Technische Hochschule Aachen. 1995 befand er sich zu einem Gastaufenthalt am CERN. Dort arbeitete er an Bau und Inbetriebnahme des Halbleiter-Vertexdetektors des OPAL-Experiments mit. Außerdem war er an Entwurf und Konstruktion eines robusten Monitors für Synchrotronstrahlung beteiligt. Dieser wurde am Halbleiter-Vertexdetektor montiert.
1999 habilitierte sich Biebel noch in Aachen mit einer Arbeit über experimentelle Studien der Energieabhängigkeit der starken Wechselwirkung. Diese Arbeit behandelte auch neuere Entwicklungen zur Berechnung von großen Korrekturen, so genannten Energiepotenzkorrekturen, aus der Umwandlung von Quarks in die messbaren Elementarteilchen.
In diesem Jahr wechselte Biebel als wissenschaftlicher Mitarbeiter an das Werner-Heisenberg-Institut nach München. Hier arbeitete er an der Neuanalyse von Daten des JADE-Experiments am PETRA-Beschleuniger des Deutschen Elektronen-Synchrotrons (DESY). Er betrieb Studien zur starken Wechselwirkung am Tevatron-Beschleuniger des Fermi National Accelerator Laboratory (Fermilab) in den USA.
2002 wurde Biebel als Professor für Experimentalphysik an die Ludwig-Maximilians-Universität München (LMU) berufen. Hier sollte er seine am Werner-Heisenberg-Institut begonnenen Arbeiten fortführen. Außerdem war er verantwortlich für den Aufbau und Betrieb eines Messstandes für Myon-Spurkammern des ATLAS-Experiments am Large Hadron Collider (LHC).

## Forschungsinteressen
Biebel forscht über Hochenergie-Elementarteilchenphysik am ATLAS-Detektor des LHC, über die Physik von Top-Quarks und seltenen Ereignisse, über die Entwicklung von Partikeldetektoren und über mikrostrukturierte Gasdetektoren.
Für seine Forschungen benutzt Biebel unter anderem die Myon-Spurkammern des ATLAS-Experiments. Mit ihrer Hilfe misst er Myon-Elementarteilchen der kosmischen Höhenstrahlung. Der Messstand der Myon-Spurkammern erlaubt auch Untersuchungen zur Höhenstrahlung selbst, so die Häufigkeit von Schauern aus vielen Myon-Teilchen oder die Beobachtung von aufwärts verlaufenden Myonen aus der Wechselwirkung von Myon-Neutrinos mit der Erdmaterie unterhalb des Messstandes.
Biebel war am Aufbau und Test der Detektormodule des Myon-Spektrometers beteiligt. Die Ergebnisse der Messungen mit Hilfe des Myon-Spektrometers sollen zur Beantwortung fundamentaler Fragen zu den Grundlagen der Materie, zu Ursprung und Struktur des Kosmos, zu Raum und Zeit, zu zusätzlichen Dimensionen (Stringtheorie), zum Ursprung der Masse (Higgs-Mechanismus) und zur Supersymmetrie dienen. Dabei interessiert sich Biebel besonders für die Physik des Top-Quarks.

## Engagement, Ämter und Mitgliedschaften
Neben seiner Forschungs- und Hochschultätigkeit nimmt sich Biebel die Zeit, allgemeinverständliche Vorträge zu verschiedenen wissenschaftlichen Themen für die Bevölkerung zu halten. So sprach er zum Beispiel vor der Bürgerstiftung Wesseling über Wasserstoff als Energieträger und Mobilitätsfaktor. 2023 hielt er im Rahmen des Wissenschaftsjahres 2023 in der LMU einen allgemeinverständlichen Vortrag zum Thema Was war vor dem Wasserstoff? Fusion im Urknall, der auf dem YouTube-Kanal von Urknall, Weltall und das Leben abrufbar ist.
Biebel ist Mitglied des Exzellenzclusters Origins, das von der Exzellenzstrategie gefördert wird und die Ludwig-Maximilians-Universität (LMU), die Technische Universität München (TUM), die Europäische Südsternwarte (ESO), das Leibniz-Rechenzentrum (LRZ), das Max-Planck-Institut für Astrophysik (MPA), das Max-Planck-Institut für extraterrestrische Physik (MPE), das Max-Planck-Institut für Physik (MPP), das Max-Planck-Institut für Biochemie und das Max-Planck-Institut für Plasmaphysik (IPP) vereinigt.
Biebel ist Leiter der Arbeitsgruppe für Experimentalphysik–Elementarteilchenphysik an der LMU.
Er ist Mitglied des Fakultätsrates und Vorsitzender des Prüfungsausschusses „BSc Physik, BSc Physik mit vertieftem Nebenfach Meteorologie, MSc Physik, Diplom Physik, Nebenfach Physik, Nebenfach Theoretische Physik, Nebenfach Experimentalphysik“ der Fakultät für Physik der LMU.

## Veröffentlichungen und Vorträge (Auswahl)
- Urknall, Weltall und das Leben: Otmar Bibel: Was war vor dem Wasserstoff? Fusion im Urknall auf YouTube, 29. Juni 2023, abgerufen am 8. Juli 2023.
- TPC-like readout for thermal neutron detection using a GEM-detector zusammen mit Bernhard Flierl, Ralf Hertenberger, Karl Zeitelhack, LMU, 2015 online
- Development of High-Resolution Muon Tracking Systems Based on Micropattern Detectors zusammen mit Jonathan Bortfeldt, Otmar Biebel, David Heereman, Ralf Hertenberger, LMU, 2012 online
- A Cosmic Ray Measurement Facility for ATLAS Muon Chambers zusammen mit M. Binder, M. Boutemeur, A. Brandt, J. Dubbert, G. Duckeck, J. Elmsheuser, F. Fiedler, R. Hertenberger, O. Kortner, T. Nunnemann, F. Rauscher, D. Schaile, P. Schieferdecker, A. Staude, W. Stiller, R. Stroehmer, R. Vertesi, LMU, 2003 online
- Jet fragmentation in e+e− annihilation zusammen mit P. Nason, B. R. Webber, Max-Planck-Institut für Physik, Werner-Heisenberg-Institut, 2001 online
- Event Shapes and Power Corrections in e+e− Annihilation, Max-Planck-Institut für Physik, Werner-Heisenberg-Institut, 2000 online
- αs [alpha s] evolution from 35 GeV to 202 GeV and flavour independence, Max-Planck-Institut für Physik, Werner-Heisenberg-Institut, 2000 online
- Determination of αs (alpha s) at 500 GeV from event shapes and jet rates, Physikalische Institute, RWTH Aachen, 1999 online
- C-Parameter and Jet Broadening at PETRA Energies zusammen mit P. A. Movilla Fernández, S. Bethke, the JADE Collaboration, arXiv, 1999 online
- Combined QCD analysis of e+e- data at √s=14 to 172 GeV, Physikalische Institute, RWTH Aachen, 1997 online
- A comparision of b and uds quark to gluon jets, Physikalische Institute, RWTH Aachen, 1996
- Measurements of the photon structure function with the OPAL detector at LEP, Physikalische Institute RWTH Aachen, 1995
- Untersuchungen zur Unabhängigkeit der starken Wechselwirkung von den Flavour-Quantenzahlen mit Bottom-, Charm-, Strange- und leichten Quarks, Universität Bonn, Physikalisches Institut, 1993
- Kalibrations-Simulation: ein Kalibrations-Monte-Carlo-Programm für die OPAL-Jetkammer, Universität Bonn, Physikalisches Institut, 1989